# Herophydrus rohani
Herophydrus rohani är en skalbaggsart som beskrevs av Peschet 1924. Herophydrus rohani ingår i släktet Herophydrus och familjen dykare. Inga underarter finns listade i Catalogue of Life.